# Этнографический музей (Анкара)

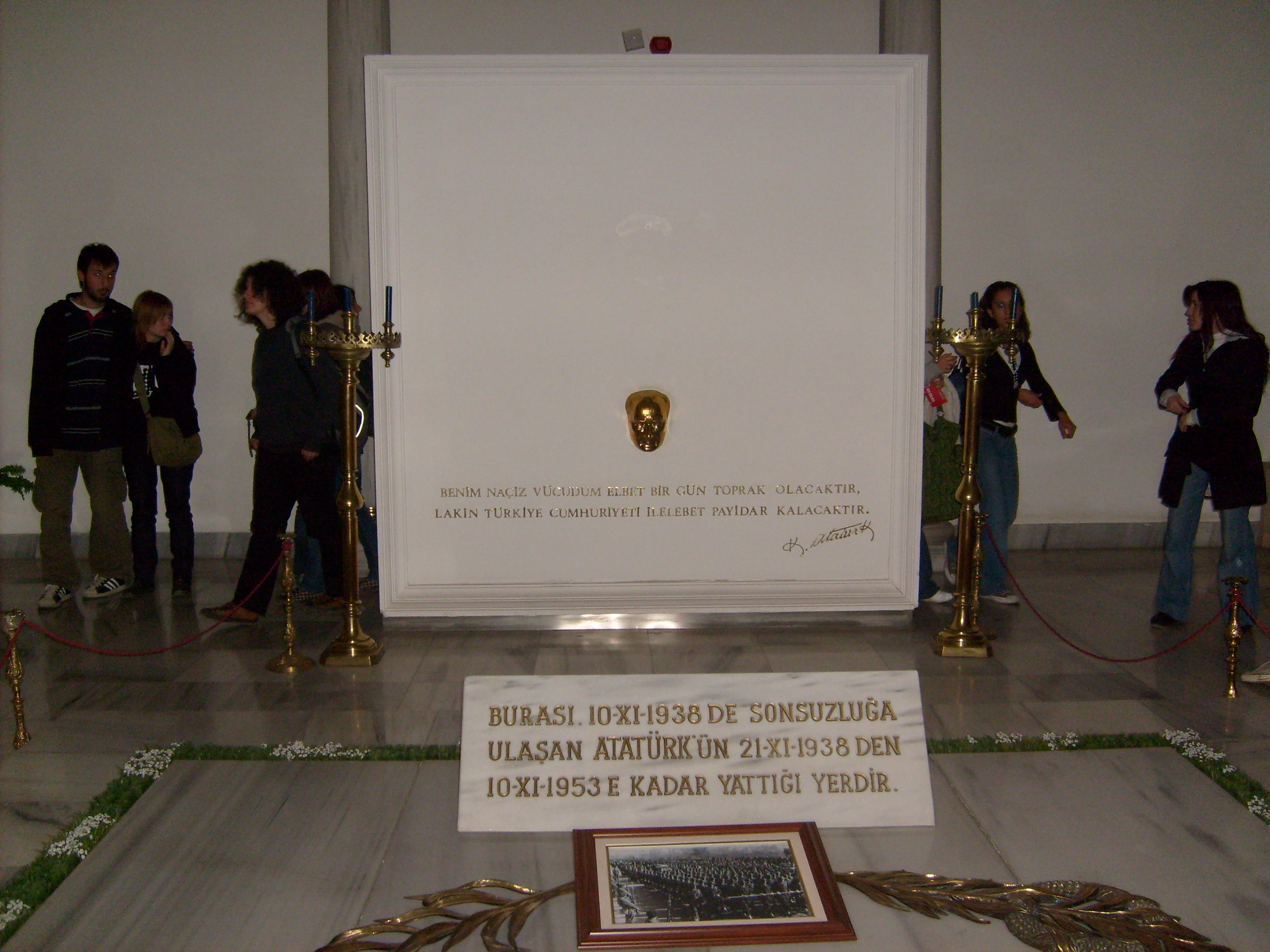
Внутренний двор музея служил временным мавзолеем Ататюрка.

Этнографический музей Анкары (тур. Ankara Etnografya Müzesi), сооружённый по проекту архитектора А. Х. Коюноглу, расположен на территории мусульманского кладбища на холме Намазга в городе Анкара (Турция). Холм был подарен Министерству национального образования под цели открытия музея на основании декрета Кабинета министров Турции 15 ноября 1925 года.
В 1927—1929 годы над основанием музея работал доктор Хамит Зюбеир Кушай, который стал его первым директором.
Музей содержит коллекцию изделий из всех регионов Турции, относящиеся к различным периодам истории страны, начиная с прихода сельджуков. В течение 15 лет в этом же здании находился временный мавзолей Ататюрка, сюда наносили визиты официальные делегации различных стран.